# Lőrincz Tibor (zenész)
Lőrincz Tibor (Budapest, 1959. február 1. –) Magyarország első heavy metal zenekarának, a Stressnek az énekes frontembere, emellett kongán és szaxofonon játszik.

## Pályája
Már gyermekéveit az akkori nagy rockzenekarok (pl. The Animals, Creedence Clearwater Revival) bűvöletében töltötte, majd 1977-ben megalapította barátaival, Borhidi Miklóssal és Farkas Lászlóval a Stress zenekart. Saját bevallása szerint a Black Sabbath, a Deep Purple, a Uriah Heep, a Sweet, illetve a magyar Omega adott neki és együttesének olyan meghatározó élményeket, amelyek hatására komolyabban elkezdtek a zenéléssel foglalkozni.
A zenekar összetétele többször változott, időnként szünetelt, majd új életre kelt – de az énekes frontember ma is Lőrincz Tibor, a hazai heavy metal úttörője és tovább éltetője.
(Az egyik legjobb barátja (Molics Zsolt, nyugodjon békében) azt állította róla hogy ő a magyar Ozzy Osbourne.)
50 éves születésnapi nagykoncertjét 2009. február 6-án a Wigwamban tartotta zenekarával és számos vendégzenésszel, azonban Tibor a színpadon rosszul lett, hátsófali infarktussal kórházba szállították. Szerencsésen felépült, és folytatta zenei pályáját.
Most jelenleg Metal Lady-vel (Bíró Icával) koncerteznek, és 2022.11.18-ban kijutottak London-ba és ott koncerteztek a Kalapács zenekar előtt.